# Byturus brevicollis
Byturus brevicollis is een keversoort uit de familie frambozenkevers (Byturidae). De wetenschappelijke naam van de soort is voor het eerst geldig gepubliceerd in 1916 door Casey.